# Neotemplarismo
Os grupos neotemplários ou neo-templários são associações modernas que refletem tradições dos Cavaleiros Templários, algumas vezes alegando alguma forma de descendência direta desta ordem de cavalaria religiosa que existiu entre cerca de 1118 e 1314. Um número grande desses grupos fazem parte de um movimento cujo surgimento coincide com o Iluminismo, chamado pelos estudiosos italianos de neotemplarismo.

## Contexto
A Ordem dos Templários foi suspensa pelo Papa Clemente V em 1312, sob a uma série de falsas acusações lançadas pelo monarca francês Filipe IV, o Belo. Contudo, durante o Concílio de Vienne, o Papa Clemente V, pela bula Vox in excelso, declarava que o processo não havia comprovado a acusação de heresia, porém, afirma que, pelo bem da Igreja, a Ordem deveria ser sobrestada ou remodelada. Em 1308 o Papa Clemente V absolvera secretamente o último Grão-mestre, Jacques de Molay, Guy D'Auvergnie, Hugo de Pairaud, Godofredo de Gonneville, Preceptor da Aquitânia e Godofredo de Charnay, Preceptor da Normandia, além dos demais líderes dos Templários, das acusações feitas pela Santa Inquisição, através da ata que ficou popularmente conhecida por Pergaminho de Chinon.
Em Portugal, a Ordem foi recriada na Ordem da Milícia de Jesus Cristo por Dinis I, e progressivamente absorvida pela estrutura monárquica portuguesa, passando a ser chefiada pela Casa Real em 1417. Continuaria a sofrer sucessivas reformas até à sua secularização em 1789.
Porém, várias organizações se formaram ao longo dos séculos seguintes, autodenominando-se "Cavaleiros Templários", declarando-se sucessoras da antiga Ordem, dando início a um fenômeno chamado neotemplarismo, não obstante, são todas ilegítimas, vez que compete somente à Santa Sé reabilitar a dita Ordem, mais ainda, de acordo com a previsão contida na bula Vox in excelso, todo católico que, por quaisquer meios, tentar criar “receber ou usar seu hábito ou passar-se por templário”, ocorre em excomunhão latæ sententiæ. 
Como o L'Osservatore Romano reiteradas vezes especificou, a Santa Sé reconhece e protege oficialmente como ordens de cavalaria apenas a Soberana Ordem Militar de Malta e a Ordem Equestre do Santo Sepulcro de Jerusalém. 

## Características
As modernas associações neotemplárias são seculares, embora geralmente se refiram a filantropia e a valores ecumênicos. Muitos dos grupos neotemplários também são altamente conflituosos entre si, afirmando ser os únicos "verdadeiros herdeiros" dos Cavaleiros Templários, em detrimento dos outros.
Alguns grupos neotemplários de países de maioria católica afirmam reconhecer na Igreja Católica e na figura do Sumo Pontífice, autoridade espiritual, ainda que não reconhecidos pela Santa Sé e, conforme a bula Vox in excelso, excomungados latæ sententiæ. [2] Outros grupos neotemplários localizados me países de maioria protestante, são caracterizados por uma hostilidade aberta em relação à Igreja Católica, vista como corresponsável junto ao monarca francês Filipe IV, o Belo, segundo seu ponto de vista, pela queda da Ordem dos Templários.
A grande maioria destes grupos neotemplários fazem parte do que estudiosos chamam de Família Palaprat, em referência ao autoproclamado Grão-Mestre da Ordem Templária, o francês Bernard-Raymond Fabre-Palaprat. Os grupos que compõe a Família Palaprat nada mais seria do que as diversas facções que se dividiram e passaram a reivindicar "sucessão e legitimidade" em relação a Ordem dos Templários.
É lugar comum a afirmação destas associações neotemplárias que formam a Família Palaprat, que a Ordem Templária teria sobrevivido em segredo mesmo após a morte do último Grão-Mestre, Jacques de Molay, que antes de ser condenado à fogueira teria confiado seu cargo a um cavaleiro templário lotado na ilha de Chipre, chamado João Marcos Larmênio (ou de l'Armênie). Este último teria redigido um documento chamado Carta de Larmenius ou Carta Transmissionis, que teria sido posteriormente assinado pelos mestres secretos que se sucederam ao longo do tempo. O documento prendia provar a sobrevivência dos Templários após a suspensão da Ordem em 1314. 
No entanto, a quase unanimidade dos historiadores tem chegado a conclusão que o documento é uma fraude e o definem abertamente que a tal Carta é falsa. Isso porque, além de não haver nenhuma prova historicamente comprovada da sobrevivência da Ordem Templária original depois de 1314, e nem parecer possível traçá-la, quase sete séculos após a abolição da ordem religiosa pelo papa, alguma forma de linhagem historicamente válida, senão uma linhagem puramente vínculo ideal. Além disso o documento é escrito por meio de códigos, mas o que era de se esperar seria uma mensagem escrita em um latim de 1324, data de sua suposta escritura, mas para surpresa de muitos, traduzia-se em um latim moderno, o mesmo usado nos meios acadêmicos e eclesiástico, datando do século XVIII. 
Atualmente, a parte destas sociedades neotemplárias derivadas desta obra de Bernard-Raymond, que se reconhecem entre si como Família Palaprat, concordam que a Carta de Larmenius é uma falsificação refletida numa falsa lista de Grão-Mestres Templários, ao que atribuem ao objeto somente um valor simbólico-sentimental e nada mais.

## História

### A tentativa de Filipe II, Duque de Orléans
A existência da Carta, que pretendia dar legitimidade histórica à sobrevivência da Ordem durante quatro séculos, foi "revelada" apenas no século XVIII. Em março de 1705, o sobrinho de Luís XIV da França, Filipe II, Duque d'Orleães e posteriormente regente do Reino da França, declarou-se o sucessor de Jacques-Henry de Durfort como "Mestre do Templo" e pôs fim à suposta existência um "Capítulo Geral" sediado secretamente em Versalhes. Em 11 de abril, adotando novos estatutos e pelo qual o Duque foi reconhecido como "Grão-Mestre", numa tentativa frustrada de reabilitar a Ordem Templária junto a Santa Sé  como uma ordem dinástico-religiosa e que continuava suspensa desde a bula Vox in excelso.

### A tentativa de Bernard-Raymond Fabre-Palaprat
Em 1804, Bernard-Raymond Fabré-Palaprat, declarou ter descoberto os documentos que deveriam provar a sucessão ininterrupta dos Grão-Mestres templários, mesmo depois de condenados à fogueira por Jacques de Molay. Pertencendo loja maçônica Chevaliers de la Croix (Cavaleiros da Luz), do Grande Oriente da França, teriam criado a Carta de Larmenius, porém, discordavam de que a nova ordem deveria ser subordinada a Maçonaria, insistindo em obter o apoio na reabilitação da Ordem, junto a Roma, a qual compete exclusivamente a Santa Sé.
Após a negativa da Igreja Católica, contrariando o Código de Direito Canônico, Palaprat afirmou ter reconstituído "a antiga e soberana ordem militar do Templo de Jerusalém", uma instituição neocavalheiresca e neomaçônica, em 4 de novembro de 1804, autointitulando-se seu Grão-Mestre.
Oito anos depois, em 1808, o imperador dos franceses, Napoleão Bonaparte vê a oportunidade de se aproximar da Maçonaria e amenizar suas posições antimonárquicas, realiza uma cerimónia solene de reabilitação de Jacques de Molay pelo clero de Paris, algo já ocorrido em 1308 o Papa Clemente V. Após a grande propaganda e o consequente ingresso de católicos na nova ordem, em 1811, a nova ordem consegue se dissociar do Grande Oriente da França, e negar a adesão de protestantes. 
Percebendo que a Igreja Católica não pretendia legitimar a nova ordem, nem reconhece-la como sucessora da Ordem Templária, Palaprat, em 1814 passa a tentar legitimar uma nova religião, sob a justificativa de ter encontrado um manuscrito do Evangelho de João, o Evangelikon, em que Jesus Cristo teria escolhido o Apostolo João, e não Pedro para liderar sua Igreja. Em 1815, o Grão-Priorado da Itália decidiu não seguir as "novas posições" fantasiosas de Palaprat e declarou sua independência e continuidade de buscar um reconhecimento legítimo junto a Roma e revogar a bula Vox in excelso.
Em 1825, Palaprat funda a Igreja Templária Joanita em oposição à Igreja Católica, nomeando o primaz Jean Machault, que por sua vez consagrou Ferdinand-François Châtel. Em 1831, revelou a "nova descoberta" de um pergaminho egípcio chamado Lévitikon, que afirmava que Jesus foi iniciado nos mistérios de Osíris no Egito, criando assim uma linhagem esotérica que ligava Jesus Cristo aos cavaleiros templários. Entretanto, como resultado da postura anticatólica, houve numerosas divisões e duas facções foram criadas: uma "católica", que buscava a legitimação junto a Roma e revogação da bula Vox in excelso,  e outra "leiga" que desejava que a nova ordem fosse preferencialmente uma ordem dinástica do Chefe de Estado francês. Após a morte de Palaprat em 1838, houve reconciliações temporárias e novas divisões. Em 1871, após grande evasão de membros, a nova ordem suspensa  e outras associações dissidentes também desapareceram, por exemplo, a facção belga "católica" em 1890. 
Ainda na França, algumas o grupo leigo confiou a regência da ordem ao poeta Joséphin Péladan, que também foi o fundador de uma "Ordem Católica Rosacruz do Templo e do Graal". Na Alemanha, surgiram a Ordo Templi Orientis - OTO e a Ordo Novi Templi, fundada em 1907 por Jörg Lanz von Liebenfels, sobre temas Rosacruzes e Teosóficos, que apesar do nome, porém, é associações que não podem ser incluídas entre os neotemplários.

## Ordem Soberana do Templo de Jerusalém-SMOTJ
Em 1894, a facção "secular" belga, uma das poucas ainda ativas, cria o "Secretariado Internacional dos Templários" em Bruxelas, que no entanto não foi reconhecido por unanimidade. A associação belga de la Trinité de la Tour dissolveu-se em 1930, mas em 1932 foi formalmente reconstituído o "Grão-Priorado da Bélgica", que passa a ser administrado pela loja maçônica KVMRIS que por sua vez fundou a associação de cavaleiros da "Soberana Ordem Militar do Templo de Jerusalém" (SMOTJ), em relação com o "Secretariado Internacional", que se dissolveu dois anos depois, em 1934.
Em 1933 a regência da SMOTJ foi confiada a Théodore Covias, que foi sucedido no mesmo ano por Émile Clément Vandenberg. Em 1938, alguns membros do "Conselho de Regência" substituíram Vandenberg por Joseph Jonckbloedt de Juge, causando uma divisão.

### Supremus Militaris Templi Hierosolymitani Ordo – SMTHO
Os seccionarios da SMOTJ liderados por Jonckbloedt sempre constituíram um único Capítulo na França em 1945, liderado por Remy Guerardelle de Ribauville e em 1956 foi sucedido pelo brasileiro Gabriel Inellas (autodenominado príncipe Gabriel Inellas Paleólogo) que deu origem para a filial brasileira Supremus Militaris Templi Hierosolymitani Ordo – SMTHO. Daí surgiram outras associações, entre as quais a portuguesa refundou ou criou numerosos "priorados" ao redor do mundo.

### Organisation mondiale des Templiérs - ORMOTE
Em 1942, um grupo, em desacordo com Vanderberg, nomeou Constantin Plataunoff como Grão-Mestre, que foi sucedido em 1965 por Pierre Percy Pasleau. Em 1965, Pasleau fundou a "Organização Mundial dos Templários" (Organisation Mondiale des Templiérs - ORMOTE). Embora não haja reconhecimento oficial por parte da Santa Sé, o Papa é reconhecido como uma autoridade religiosa.

### Soberana Ordem Militar do Templo de Jerusalém - SMOTJ/Obediência Portugal
Devido à eclosão da Segunda Guerra Mundial, em 1942 Vandenberg transferiu os arquivos da ordem para Portugal, para Antonio Campello Pinto de Sousa Fontes. Ao final do conflito, em 1945, porém, recusou a devolução dos documentos a  Vandenberg. Após a morte deste, no mesmo ano, Sousa Fontes proclamou-se primeiro regente e depois novo Grão-Mestre, no entanto, não foi reconhecido por todos e alguns ramos nacionais romperam, declarando-se independentes, criando a SMOTJ/Obediência Portugal.
Em 1948 Sousa Fontes designou seu filho, Fernando Campello Pinto de Sousa Fontes, que se declarou-se igualmente "Príncipe Regente" com a morte de seu pai em 1960. Outros ramos nacionais se separaram não reconhecendo esta sucessão hereditária. Em 1998, Fernando Campello Pinto de Sousa Fontes muda o nome para SMOTJ/Regência.
Após o falecimento de Fernando Campello Pinto de Sousa Fontes em 2018, é convocado o Convento Internacional Eleitoral elegendo o Grão-Prior da França Gerard Edmond Louis Willery como Grão-Mestre. Contudo, 90 dias depois, a filha de Fernando Campello Pinto de Sousa Fontes, Suzana Pinto Fontes apresenta um testamento onde ele nomeava o brasileiro Albino Neves como Grão-Mestre e ela como Regente da SMOTJ/Regência, mudando novamente o nome para SMOTJ - Magnum Magisterium.

### Soberana Ordem Militar do Templo de Jerusalém - SMOTJ/Obediência Paris
Em 2018, o falecimento de Fernando Campello Pinto de Sousa Fontes, Grão-Priorados leais ao Grão-Prior da França Gerard Edmond Louis Willery o elegem como Grão-Mestre, juntamente com o Chanceler Ricardo Pinto de Fontes, fundam o SMOTJ/Obediência Paris.

## Cronologia
- 1312: A bula Vox in excelso, do Papa Clemente V suspende a Ordem Templária, sob pressão do rei francês Filipe IV, o Belo.
- 1314: O último Grão-Mestre da Ordem Templária, Jacques de Molay, é executado na fogueira.
- 1319: o rei D. Dinis I de Portugal procura evitar a transferência do património da ordem no país para a Ordem de São João do Hospital[15], vindo a obter, do Papa João XXII a bula "Ad ae exquibus", expedida em 15 de março de 1319, pela qual era aprovada a constituição da "Ordo Militiae Jesu Christi" (Ordem da Milícia de Jesus Cristo), que sucede à Ordem Templária em Portugal.[16] A nova ordem, após uma curta passagem por Castro Marim, veio a sediar-se também em Tomar, com sede no Convento de Cristo.[17][18]
- 1417: Em Portugal, a nova ordem foi sofrendo diversas reformas. A chefia da ordem passaria após 1417 a ser exercida por membros da Casa Real.[nota 1][17][18]
- 1705: o sobrinho de Luís XIV da França, Filipe II, Duque d'Orleães e posteriormente regente do Reino da França, declarou-se o sucessor de Jacques-Henry de Durfort como "Mestre do Templo" e pôs fim à suposta existência um "Capítulo Geral" sediado secretamente em Versalhes. Em 11 de abril, adotando novos estatutos e pelo qual o Duque foi reconhecido como "Grão-Mestre", numa tentativa frustrada de reabilitar a Ordem Templária junto a Santa Sé como uma ordem dinástico-religiosa e que continuava suspensa desde a bula Vox in excelso.
- 1723 a 1804: após a morte de Filipe II, Duque d'Orleães, sucederam-lhe os seguintes "grão-mestres da ordem":

1. 1724 - Luís Augusto de Bourbon, Duque do Maine.
2. 1737 - Louis Henry de Bourbon, príncipe de Condè.
3. 1741 - Luís Francisco de Bourbon, Príncipe Conti.
4. 1776 - Louis Henry Timoleon de Cossé-Brissac.
5. 1792 - Claude-Mathieu Radix de Chevillon, regente durante a Revolução Francesa
6. 1804 - Bernard-Raymond Fabré-Palaprat.

- 1804:  Adota oficialmente o nome de Ordem do Templo.
- 1810: É reconhecida pelo imperador dos franceses, Napoleão Bonaparte.
- 1815: O Grão-Priorado da Itália decidiu não a apostasia de Palaprat e declarou sua independência e continuidade de buscar um reconhecimento legítimo junto a Roma e revogar a bula Vox in excelso, através da regência do conde Giovanni Baptista Ventura.
- 1838 - 1871: com a morte de Fabrè-Palaprat, entre aqueles que continuaram a reconhecer sua autoridade, o almirante Sidney Smith foi nomeado regente. Sucederam-lhe os seguintes "grão-mestres":

1. 1840: Jean-Marie Raoul;
2. 1850: Narcisse Valleray;
3. 1866: Ange-Gabriel-Maxime Vernois.

- 1871: Os arquivos são transferidos para o Archives Nationales de France e a ordem é colocada suspensa.
- 1894: Um grupo belga de seguidores de Palaprat estabelece o "Secretariado Internacional dos Templários". Sete grão-mestres se sucedem.
- 1932: Em 19 de janeiro, o "Grão-Priorado" da Bélgica é refundado e a Soberana Ordem Militar do Templo de Jerusalém (SMOTJ) é fundada como uma associação.
- 1933: Théodore Covias é eleito como regente e depois sucedido por Émile Clément Vandenberg.
- 1938: Alguns membros do "Conselho de Regência" substituíram Vandenberg por Joseph Jonckbloedt de Juge, causando uma divisão. Os seccionarios da SMOTJ liderados por Jonckbloedt sempre constituíram um único Capítulo na França em 1945, liderado por Remy Guerardelle de Ribauville.
- 1956: O brasileiro Gabriel Inellas (autodenominado príncipe Gabriel Inellas Paleólogo) dá origem para a filial brasileira Supremus Militaris Templi Hierosolymitani Ordo – SMTHO.
- 1942: Vandenberg transfere os arquivos da ordem para Portugal, confiando-lhes ao português Antonio Campello Pinto de Sousa Fontes. No mesmo ano uma dissidência nomeia outro regente, então "grão-mestre", Constantin Platounoff.
- 1959: Grau-Montezuma-Rife separa o ramo catalão da SMOTJ, tornando-se seu Grão-Mestre, criando o SMOTJ-Ramo Catalão.
- 1960: Falece Antonio Campello Pinto de Sousa Fontes e a regência da SMOTJ é assumida por seu filho Fernando Campello Pinto de Sousa Fontes, através de carta testamento
- 1965: Pasleau sucede Constantin Platounoff e funda a Organisation Mondiale des Templiérs - ORMOTE.
- 1970: O Regente Fernando Campello Pinto de Sousa Fontes convoca novas eleições para a eleição do novo "grão-mestre", elegendo Antoine Zdrojewski "grão-mestre".
- 1980: Após o cisma de 1970, alguns Grãos-Priorados e Priorados formam a Aliança Federativa Internacional para a eleição de seu "grão-mestre".
- 1986: Antoine Zdrojewski é sucessido por após sua morte em 1989, porém confiando o governo da ordem ao Grão-Senescal Michel Van Der Stock.
- 1988: Sebastião Simões de Lima assume o comando da Supremus Militaris Templi Hierosolymitani Ordo – SMTHO.
- 1990: Com o propósito de se afastar do ecumenismo e excluir membros contrários a Fé Católica, o Grão-Priorado da Polônia cria a Ordo Militiae Christi Templi Hierosolymitani e buscar um reconhecimento legítimo junto a Roma e revogar a bula Vox in excelso.
- 1994: Após a morde de George Lamirand, Van Der Stock o sucedeu, mas um grupo dissidente seguiu Nicolas Haimovici Hastier.
- 1995: A SMOTJ dos Estados Unidos se separa e formam o SMOTJ Inc.
- 1996: Gabriel Cesar Zacarias de Inellas assumi o comando da Supremus Militaris Templi Hierosolymitani Ordo – SMTHO.
- 1998: Fernando Campello Pinto de Sousa Fontes muda o nome para SMOTJ/Regência.
- 1999: a Aliança Federativa Internacional para a eleição de seu "grão-mestre" Fernando Toro-Garland, passando a nomear a organização de Ordo Supremus Militaris Templi Hierosolymitami Universalis - OSMTHU, alegando sucessão apostólica e a primazia da Igreja Gnóstica Apostólica Joanita.
- 2004: Antônio Paris, antigo Grão-Prior da Itália é eleito "grão-mestre" da Ordo Supremus Militaris Templi Hierosolymitami Universalis - OSMTHU.
- 2008: Após nova divisão, José Miguel Emílio de Nicolau y Gonzales, é eleito "grão-mestre" criando o SMOTJ-Mestrado Internacional Templário SMOTJ/MIT.
- 2010: O General de Brigada Patrick Rea é eleito "grão-mestre" Supremus Militaris Templi Hierosolymitani Ordo – SMTHO, conhecida como SMOTJ/Obediência Suiça.
- 2018: Falece Fernando Campello Pinto de Sousa Fontes e é convocado o Convento Internacional Eleitoral elegendo o Grão-Prior da França Gerard Edmond Louis Willery como Grão-Mestre. Contudo, 90 dias depois, a filha de Fernando Campello Pinto de Sousa Fontes, Suzana Pinto Fontes apresenta um testamento onde ele nomeava o brasileiro Albino Neves como Grão-Mestre e ela como Regente da SMOTJ/Regência, mudando novamente o nome para SMOTJ - Magnum Magisterium. Grão-Priorados leais ao Grão-Prior da França, Gerard Edmond Louis Willery, o elegem como Grão-Mestre, juntamente com o Chanceler Ricardo Pinto de Fontes, fundam o SMOTJ/Obediência Paris.
- 2018: O patriarca Youssef Absi, da Igreja Greco-Melquita-Católica, emite um nihil obstat para as atividades da Ordo Militiae Christi Templi Hierosolymitani, conforme o Código de Direito Canônico.
- 2022: A Ordo Militiae Christi Templi Hierosolymitani, muda seu nome para Ordo Equitum Christi Templique Hierosolymitani.
- 2025 Em 2 de fevereiro, a organização Templari Cattolici d’Italia foi suprimida na Diocese de Verona, única diocese que estavam autorizados a atuar. Contudo, em desobediência, em 6 de maio do mesmo ano, foram terminantemente suprimidos pela Conferência Episcopal Italiana[19]; a organização era sucessora do Grão-Priorado da Itália criado em 1815 pelo conde Giovanni Baptista Ventura. [20]